# Otto Hoffmann von Waldau
El General der Flieger Otto Hoffmann von Waldau (7 de juliol de 1898 - 17 de maig de 1943) va ser un oficial de la Luftwaffe alemanya durant la Segona Guerra Mundial, que morí en un accident aeri.
Hoffmann va ingressar a l'Exèrcit com a voluntari el 13 de desembre de 1915 al 8è Regiment de Dragons, com a tinent i oficial ordenança. Acabada la guerra, segueix al Reichswehr, servint com a oficial ordenança de l'estat major de la divisió de fusellers de cavalleria de la guàrdia i, el 1919, és traslladat al 8è Regiment Muntat. Entre 1920 i 1923 rep entrenament com a pilot a Suïssa, i el 1924, és destinat com a oficial-fotògraf a l'estat major de la 3a divisió.
Entre 1933 i el 31 de març de 1935 està destinat a l'ambaixada alemanya a Roma, enviat per Göring per a enfortir els contactes polítics i militars amb la Itàlia feixista i entre l'1 d'abril i el 31 de maig de 1935 és Agregat d'Aeronàutica a l'ambaixada. Al juny de 1935 tornà a Alemanya i és destinat com a conseller a l'Estat Major General de la Luftwaffe, i l'1 d'octubre de 1936 és nomenat comandant del 1r Grup de la 153a Ala de Bombarders.
L'1 d'octubre de 1937 és nomenat Cap del 3r Departament de l'Estat Major General, i l'1 de febrer de 1938 passa a ser Cap d'Entrenament. Un any després, l'1 de febrer de 1939 és nomenat Cap d'Operacions de l'Estat Major General de la Luftwaffe, càrrec que ocuparà fins al 1942, en què és destinat al nord d'Àfrica com a Cap Aeri (Fliegerführer Afrika) i és ascendit a Generalleutnant, rebent la Creu de Cavaller de la Creu de Ferro el 28 de juny. El 31 d'agost de 1942 passa a ser Comandant del X Fliegerkorps, sent nomenat Cap del Comandament Sud-est de la Luftwaffe l'1 de gener de 1943. El 30 de gener va ser promogut a General der Fliege, i el 17 de maig va morir en un accident aeri.

## Promocions
- Fähnrich – 27/01/1917
- Leutnant - 22/03/1917
- Oberleutnant - 01/08/1925
- Rittmeister - 01/03/1933
- Major - 01/08/1935
- Oberstleutnant - 01/10/1937
- Oberst - 22/09/1939
- Generalmajor - 19/07/1940
- Generalleutnant - 01/03/1942
- General der Flieger - 30/01/1943

## Condecoracions
- Creu de Cavaller de la Creu de Ferro: 28/06/1942 com Generalleutnant und Fliegerführer Afrika
- Creu de Ferro 1914 de 2a Classe
- Creu de Ferro 1914 de 1a Classe
- Insígnia de Ferit 1918 en Negre
- Creu d'Honor 1914-1918
- Barra de 1939 a la Creu de Ferro 1914 de 2a Classe
- Barra de 1939 a la Creu de Ferro 1914 de 1a Classe
- Creu dels 18 anys de Servei
- Medalla dels 4 anys de Servei
- Insígnia Combinada de Pilot-Observador de la Luftwaffe
- Cinta de màniga d'Àfrica
- Cavaller de l'Orde de la Creu de la Llibertat de 1a classe amb Espases: 25/3/1942